# Войтинюв
Войтинюв (пол. Wojtyniów) — село в Польщі, у гміні Бліжин Скаржиського повіту Свентокшиського воєводства.
Населення — 500 осіб (2011).
У 1975-1998 роках село належало до Келецького воєводства.

## Демографія
Демографічна структура на день 31 березня 2011 року:
|          | Загалом | Допрацездатний вік | Працездатний вік | Постпрацездатний вік |
| -------- | ------- | ------------------ | ---------------- | -------------------- |
| Чоловіки | 240     | 41                 | 173              | 26                   |
| Жінки    | 260     | 40                 | 157              | 63                   |
| Разом    | 500     | 81                 | 330              | 89                   |